# Wilhelm Falckenheiner
Wilhelm Falckenheiner (* 21. Dezember 1858 in Guntershausen (Baunatal); † November 1932) war ein deutscher Bibliothekar.

## Leben
Falckenheiner studierte Geschichte, Geographie und Klassische Philologie in Marburg, dort wurde er 1886 auch promoviert. Schon ab 1884 arbeitete er in der Universitätsbibliothek Marburg, 1891 ging er an die Universitätsbibliothek Göttingen, wo er 1909 zum Rat IV. Klasse aufstieg. Er arbeitete dort bis zu seiner Pensionierung 1924.

## Schriften (Auswahl)
- Philipp der Grossmütige im Bauernkriege. Mit urkundlichen Beilagen; 1. Teil, Marburg: Elwert, 1887 (Teilw. zugl.: Marburg, Univ., Diss., 1887).
- Hg.: Catalogus studiosorum scholae Marpurgensis per annos ... 1629-1636, Marburg: Friedrich 1888.
- Die Annalen und die Matrikel der Universität Kassel. In: Zeitschrift des Vereins für hessische Geschichte und Landeskunde, NF., Bd. 18 (1893)
- Hg.: Urkunden zur Geschichte der Universität Kassel, Kassel 1895.
- Einblatt-Kalender aus Douai für das Jahr 1585. In: Beiträge zur Kenntnis des Schrift-, Buch- und Bibliothekswesens, Bd. 4 (1898), S. 41–50.
- Bibliographie der im Druck erschienenen Universitätsmatrikeln. 1. Die deutschen Universitäten sowie die deutschen Nationen des Auslandes, Göttingen 1902.
- Bearb.: Personen- und Ortsregister zu der Matrikel und den Annalen der Universität Marburg 1527–1652, Marburg: Elwert, 1904.
- Das Stammbuch eines Marburger Studenten aus dem Jahre 1576. In: Zeitschrift des Vereins für hessische Geschichte und Landeskunde, Bd. 43 (1909).
- Das Stammbuch des Wittenberger Studenten Johannes Lunden aus Göttingen (1568–1571). In: Jahrbuch des Geschichtsvereins für Göttingen und Umgebung, Bd. 2 (1909).
- Universitäts-Matrikeln: Verzeichnis der Drucke nebst anderen Nachweisen, Göttingen: Dieterich 1928 (Göttingische Nebenstunden; 6).